# Miecz Zygmuntowski

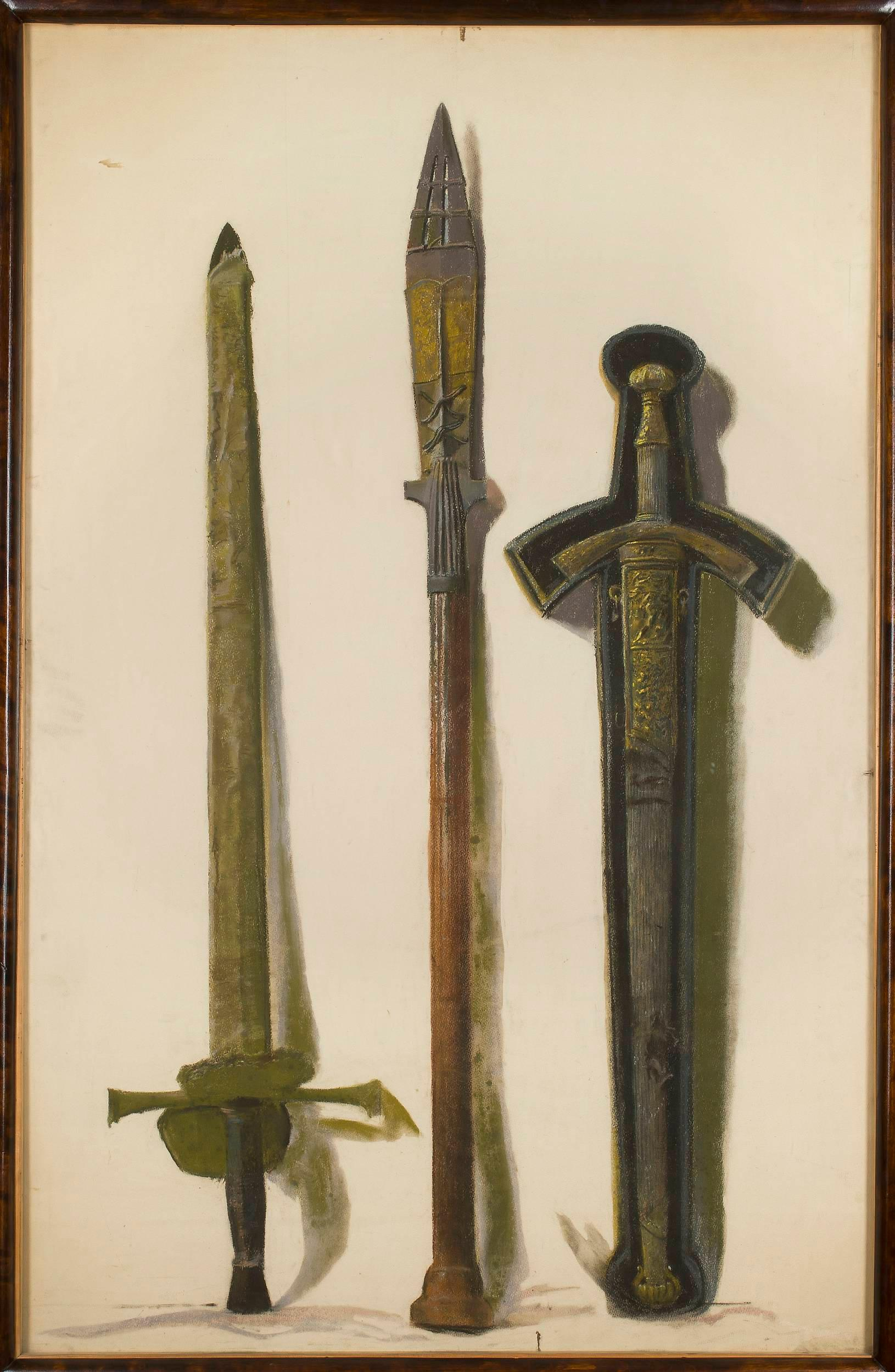
Leon Wyczółkowski: Miecz koronacyjny Augusta III, włócznia św. Maurycego i miecz Zygmunta Augusta, pastel, 1907 r.

Miecz Zygmuntowski – miecz ceremonialny królów polskich powstały około 1520 roku na zamówienie Zygmunta I Starego. 

## Historia
Pierwotnie używany był jako miecz sprawiedliwości (łac. gladius iustitiae) i wykonany został prawdopodobnie z przeznaczeniem na sąd królewski nad miastem Gdańskiem w 1526 roku. 
Od połowy XVI wieku miecz wymieniany był w inwentarzach polskich insygniów koronacyjnych jako insygnium do pasowania rycerzy złotej ostrogi podczas uroczystości towarzyszących koronacji. 
W 1795 roku miecz został zrabowany z Wawelu wraz z regaliami polskimi przez żołnierzy pruskich i wywieziony do Berlina. W 1809 roku ze względu na to, iż nie przedstawiał sobą dużej wartości kruszcowej uniknął zniszczenia i przetopienia. Trafił do prywatnych zbiorów dynastii Hohenzollernów. Po 1918 roku był przechowywany w Pałacu Monbijou w Berlinie. Podczas II wojny światowej zaginął. Odnalazł się kilka lat po wojnie na rynku antykwarycznym. W 1950 roku nabył go na aukcji angielski kolekcjoner John Hayward, który zamierzał odsprzedać go Muzeum Wiktorii i Alberta w Londynie za 308 funtów. Dzięki kontaktom i interwencji Edwarda Raczyńskiego została zorganizowana zbiórka pieniędzy wśród polskiej emigracji i w 1951 r. bezcenny zabytek został odkupiony przez Instytut Historyczny im. gen. Władysława Sikorskiego w Londynie. W 1963 roku miecz został podarowany Zamkowi Królewskiemu na Wawelu.
Obecnie przechowywany jest obok Szczerbca w Skarbcu Koronnym na Wawelu.

## Opis
Miecz Zygmuntowski odznacza się wyszukana prostotą. Jego rękojeść i pochwa wykonane są ze złoconego srebra i grawerowane. Ornamentyka miecza przedstawia motywy roślinne,  sylwetkę króla Zygmunta I Starego oraz Orła Białego i Pogoń Litewską. 
Na metalowej pochwie miecza widnieje inskrypcja: Sigismundus Rex Iustus ('Zygmunt Król Sprawiedliwy').

## Literatura
- Jerzy Lileyko. Regalia Polskie. Warszawa 1987. ISBN 83-03-02021-8